# Ballon d'Or 2009
O Ballon d'Or 2009 (em português, Bola de Ouro 2009) foi a 54.ª cerimônia anual do Ballon d'Or, apresentado pela France Football, concedida ao melhor jogador de futebol do mundo. Avaliada por um painel internacional de jornalistas esportivos, a premiação foi vencida por Lionel Messi, do Barcelona, em 1 de dezembro de 2009.
Messi ganhou o prêmio por uma margem então recorde, 240 pontos à frente do vencedor de 2008, Cristiano Ronaldo. Xavi foi o segundo jogador do Barcelona entre os três primeiros, terminando 63 pontos atrás de Ronaldo. A vitória de Messi fez dele o primeiro jogador argentino a ganhar o prêmio desde Omar Sívori em 1961. No entanto, embora nascido na Argentina, Sívori é reconhecido por ter vencido a Bola de Ouro como jogador italiano.

## Classificações
| Rank | Jogador            | Nacionalidade          | Clube(s)                      | Pontos |
| ---- | ------------------ | ---------------------- | ----------------------------- | ------ |
| 1    | Lionel Messi       | Argentina              | Barcelona                     | 473    |
| 2    | Cristiano Ronaldo  | Portugal               | Manchester United Real Madrid | 233    |
| 3    | Xavi               | Spain                  | Barcelona                     | 170    |
| 4    | Andrés Iniesta     | Spain                  | Barcelona                     | 149    |
| 5    | Samuel Eto'o       | Cameroon               | Barcelona Internazionale      | 75     |
| 6    | Kaká               | Brazil                 | Milan Real Madrid             | 58     |
| 7    | Zlatan Ibrahimović | Sweden                 | Internazionale Barcelona      | 50     |
| 8    | Wayne Rooney       | England                | Manchester United             | 35     |
| 9    | Didier Drogba      | Ivory Coast            | Chelsea                       | 33     |
| 10   | Steven Gerrard     | England                | Liverpool                     | 32     |
| 11   | Fernando Torres    | Spain                  | Liverpool                     | 22     |
| 12   | Cesc Fàbregas      | Spain                  | Arsenal                       | 13     |
| 13   | Edin Džeko         | Bosnia and Herzegovina | Wolfsburg                     | 12     |
| 14   | Ryan Giggs         | Wales                  | Manchester United             | 11     |
| 15   | Thierry Henry      | France                 | Barcelona                     | 9      |
| 16   | Luís Fabiano       | Brazil                 | Sevilla                       | 8      |
| 16   | Nemanja Vidić      | Serbia                 | Manchester United             | 8      |
| 16   | Iker Casillas      | Spain                  | Real Madrid                   | 8      |
| 19   | Diego Forlán       | Uruguay                | Atlético Madrid               | 7      |
| 20   | Yoann Gourcuff     | France                 | Bordeaux                      | 6      |
| 21   | Andrey Arshavin    | Russia                 | Arsenal                       | 5      |
| 21   | Júlio César        | Brazil                 | Internazionale                | 5      |
| 21   | Frank Lampard      | England                | Chelsea                       | 5      |
| 24   | Maicon             | Brazil                 | Internazionale                | 4      |
| 25   | Diego              | Brazil                 | Werder Bremen Juventus        | 3      |
| 26   | David Villa        | Spain                  | Valencia                      | 2      |
| 26   | John Terry         | England                | Chelsea                       | 2      |
| 28   | Franck Ribéry      | France                 | Bayern Munich                 | 1      |
| 28   | Yaya Touré         | Ivory Coast            | Barcelona                     | 1      |
| 30   | Karim Benzema      | France                 | Lyon Real Madrid              | 0      |